# Transport 2: Todesflut
Transport 2: Todesflut ist ein Science-Fiction-Roman des deutschen Schriftstellers Phillip P. Peterson, der im Jahr 2016 mithilfe der Self-Publishing-Plattform Books on Demand (BoD) veröffentlicht wurde. Der Roman beschreibt die Entstehung und Entwicklung einer Kolonie auf einem abgelegenen Planeten mit begrenzten Vorräten von der Erde, was bei Verteidigung, Behandlung von Krankheiten oder bereits der Lebensweise zu Problem führt, auch da die nächste Generation die Erde nie gekannt hat. Eine englische Übersetzung von Jenny Piening, betitelt Transport 2: The Flood, erschien am 12. September 2017.

## Handlung
Zwanzig Jahre nach der Zerstörung des irdischen Transporters haben Russell und Ellie auf dem ersten von ihnen erreichten bewohnbaren Planeten, genannt New California, ein neues Leben mit ihren drei Kindern Jim, Grace und Greg aufgebaut. Zudem besteht ihre Kolonie aus den übergesiedelten Menschen des kleinen Planetoiden, genannt Russells Planet. Einige von ihnen, vor allem Ben Hawke, hassen Russell leidenschaftlich für die verhinderte Rückkehr zur Erde. Über die Jahre stellte sich jedoch die Mehrheit nach der Erklärung seiner Erkenntnisse über die massive Gefahr durch die Erzeugung nackter Singularitäten und die darauf folgende Vernichtung der Erbauer der Transporter auf seine Seite und es werden alle Transporter im Sonnensystem bis auf den unzugänglichen auf der Venus zerstört. Auf New California mehren sich inzwischen die Angriffe der hundeartigen und kopflosen Kreaturen, genannt Wotans, sowie weiterer gefährlicher Kreaturen. Geologische Untersuchungen deuten zudem auf einen plötzlichen Wechsel des Bodens mit der Periode einiger Jahrzehnte hin. Als bei Russell undiagnostizierter Lungenkrebs im letzten Stadium durchbricht und ihm ein qualvoller Erstickungstod in drei Monaten droht, kommt ihm der Plan, eine allerletzte Erkundungsreise auf ballonartigen Kreaturen, genannt Walen, in den Himmel und bis zum Meer zu unternehmen. Dabei stellt sich heraus, dass dieses inzwischen sehr viel näher an ihre Kolonie herangerückt ist. Als verantwortlich stellt sich unmittelbar hinter dem Horizont ein sehr nah am geostationären Orbit kreisender Mond heraus. Auch weil sich Greg heimlich auf den Wal geschlichen hat, sorgt Russell für eine Notlandung. Beide kämpfen sich durch feindliche Kreaturen zu einem Außenposten durch und werden am nächsten Tag unter dem Ansturm weiterer Wotans und anderer Kreaturen zurück zur Kolonie gebracht. Russell erzählt dort alles und es wird klar, dass zwangsläufig jedes Tier zwischen ihnen und dem Meer durch ihr Tal passieren wird. Als Lösung soll durch den Transporter eine Flucht auf einen anderen Planeten stattfinden oder der Eingang mit den zwei verbleibenden Atomwaffen gesprengt werden. Beide Pläne versagen jedoch. Im Transporter reagiert plötzlich keine einzige Apparatur mehr. In den beiden Atombomben ist der Sprengstoff zu stark zerfallen, weshalb diese in einem improvisierten Aufbau ähnlich einer Kanone umgebaut werden. Russell und Ben montieren diese, wobei der sterbende Russell sich zunächst opfern will, jedoch kommt es bei einem Ansturm von Wotans zum Einbruch des Gerüstes und der hasserfüllte Ben muss sich opfern. Russell überlebt die von ihm absichtlich zu früh ausgelöste Explosion nur schwer verletzt durch Glück und wird zurück in die Kolonie gebracht. Dort werden die Toten beim Kampf gegen zehntausende Kreaturen betrauert, aber dann auch die erfolgreiche Versiegelung des Tals gefeiert. Weder Kreaturen noch das Meer kommen noch durch. Russell hat sich nun entschlossen, bis zum Ende bei seiner Familie zu bleiben. Nachts dringen jedoch vollkommen unerwartet Soldaten in die Basis ein und entführen Russell. Als verantwortlich stellt sich General Morrow heraus, der inzwischen scheinbar wieder Zugriff auf die Transporter hat.

## Hintergrund
Im Roman gibt es mehrere detaillierte Beschreibungen vom Aufbau und der Funktionsweise von Atombomben sowie den Gefahren von Strahlung und ihrer Eindämmung. Vor seiner hauptberuflichen Karriere als Schriftsteller war Phillip P. Peterson selbst in dem Bereich tätig, dazu gehören ein Masterstudium in Nuclear Applications, Arbeit im Forschungsreaktor Jülich 2 und eine Doktorarbeit über Strahlenschäden am Fusionsreaktor ITER.

## Kritik
Alex Kruse, ebenfalls deutscher Science-Fiction-Autor, schreibt auf deutsche-science-fiction.de, die Schilderung sei „einhergehend mit einer interessanten Charaktersierung seiner Protagnonisten“. Trotz des möglichen Vorwurfes, dass der „SF-Teil fehlen bis schwächeln würde“ ziehe der Roman „gerade seine Stärke aus einer Art Robinsonade“. Auf ihn wirkte „die Schilderung der Personen und deren Handlungen durchaus glaubhaft und nachvollziehbar“. Trotzdem heißt es: „Schwächen hat das Buch auch, aber an anderer Stelle. Da wird seitenweise technisiert.“ Störend für ihn sei, dass es „zu sehr ins technische geht“. Phillip P. Peterson sei „etwas zu weit gegangen“ und es wurde „stellenweise doch etwas langatmig“. Zu den mit Säure jagenden Beutetieren schreibt Axel Krause: „Nettes Bild, ziemlich eklige Vorstellung, sei es drum. – Aber, wo sind die Beutetiere?“ Zwar sei im Finale zu loben, dass es „gar ins Gigantische“ geht, aber die Abwesenheit von Beutetieren sei „ein Logikfehler, den man hätte beheben können/müssen“. Als Fazit sei der Roman jedoch „durch die Bank weg ein spannendes Buch“ und „gut bis sehr gut“.